# Diocèse d'Umuarama
Le diocèse d'Umuarama (en latin, Dioecesis Umuaramensis) est une circonscription ecclésiastique de l'Église catholique au Brésil.
Son siège se situe dans la ville d'Umuarama, dans l'État du Paraná. Créé en 1973, il est suffragant de l'archidiocèse de Maringá et s'étend sur 13 200 km2.
Depuis 2010, son archevêque est João Mamede Filho (pt), O.F.M.Conv.. 